# Deepwater River
Deepwater River är ett vattendrag i Australien. Det ligger i delstaten New South Wales, i den sydöstra delen av landet, omkring 520 kilometer norr om delstatshuvudstaden Sydney.
I omgivningarna runt Deepwater River växer huvudsakligen savannskog. Trakten runt Deepwater River är nära nog obefolkad, med mindre än två invånare per kvadratkilometer. Genomsnittlig årsnederbörd är 1 230 millimeter. Den regnigaste månaden är januari, med i genomsnitt 255 mm nederbörd, och den torraste är oktober, med 26 mm nederbörd.